# Karolína Bednářová
Karolína Bednářová est une ancienne joueuse volley-ball tchèque, née le 20 juillet 1986 à Frýdlant. Elle mesure 1,83 m et jouait au poste de réceptionneuse-attaquante. Elle a mis un terme à sa carrière de volleyeuse professionnelle en 2019.

## Clubs
| Club             | De        | À         |
| ---------------- | --------- | --------- |
| VK TU Liberec    | 2003-2004 | 2005-2006 |
| SK UP Olomouc    | 2006-2007 | 2006-2007 |
| Gödöllői RC      | 2007-2008 | 2007-2008 |
| VC Weert         | 2008-2009 | 2009-2010 |
| Alemannia Aachen | 2010-2011 | 2014-2015 |
| VC Weert         | 2015-2016 | 2015-2016 |
| 1. VC Wiesbaden  | 2016-2017 | 2018-2019 |

## Palmarès

### Équipe nationale
- Ligue européenne
  - Vainqueur : 2012.

### Clubs
- Championnat des Pays-Bas
  - Finaliste : 2010.
- Coupe d'Allemagne
  - Finaliste : 2015, 2018.